# كيميائي تحت التدريب
كيميائي تحت التدريب (CIT) هو منصب كندا للحاصلين على شهادة من معهد معتمد مخول باعتماد تسجيل المؤسسات المهنية الكيميائية المحلية أو الإقليمية; ولكنه لم يحقق بعد المتطلبات الإضافية (مثل الخبرة العملية المراقبة في نفس المجال) ليصبح معتمدًا ككيميائي مهني (P.Chem.).

## الترخيص
الكيميائي تحت التدريب المرخص مسموح له بالعمل في مهنة الكيمياء. ولدى حصوله على خبرة عملية معينة تحت إشراف كيميائي مهني مرخص (P.Chem.) على النحو المحدد من قبل مجلس ترخيص،  فإن الكيميائي تحت التدريب يكون مخولاً بالحصول على خبرة تحت إشراف من كيميائي مهني.
في حين أن الكيميائي تحت التدريب المعتمد يمكنه الحصول على وظيفة ذات صلة بالكيمياء، فإن ذلك ليس مطلوبًا عادة للقيام بالأعمال الكيميائية. وينبغي التحقق من جميع الأعمال التي ينجزها الكيميائي تحت التدريب وتُعتمد من قبل كيميائي مهني.